# 에드워드 허먼
에드워드 허먼(Edward Herrmann, 1943년 7월 21일 ~ 2014년 12월 31일)은 미국의 배우이다.
2014년 12월 31일 메모리얼 슬로안 케터링 암센터 병원에서 뇌암으로 사망했다.

## 출연 작품

### 영화
- 환상의 커플(영화)(Overboard)
- 리치 리치 (영화): 리처드 리치 역

### 드라마
- 더 루스벨츠: 언 인터머트 히스토리(The Roosevelts: An Intimate History): 프랭클린 루스벨트 역
- 길모어 걸스(Gilmore Girls): 리차드 길모어 역